# Религия в Того
Крупнейшие религии Того
 Африканские традиционные религии (51 %) Христианство (29 %) Ислам (20 %)
Религия в Того — совокупность религиозных верований, присущих народам этой страны. Того страна где существует Свобода вероисповедания. По данным отчета ЦРУ, около 29 % населения — христиане, 20 % — мусульмане, а 51 % придерживаются местных религиозных верований.

## Традиционные верования
Около 50 % населения придерживаются традиционных африканских верованиях, в том числе анимализм, фетишизм (особенно часто), культ предков, сил природы и т. д. Распространены религия Га и религии Йоруба. Наряду с этим также большое значение имеет религия-вуду.

## Христианство

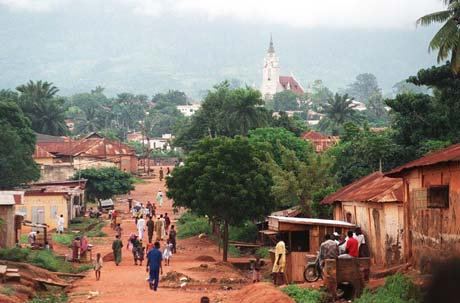
Церковь в Кпалиме

В XVI веке португальцы колонизовали прибрежные районы, известные как Невольничий берег и принесли в этот регион христианство. Немецкие колонисты и миссионеры принесли протестантизм в начале XIX века. 26 % жителей Того являются католиками, 9 % являются протестантами.
В 1893 году в Того была основана Евангелическая пресвитерианская церковь (англ. The Evangelical Presbyterian Church of Togo). 

## Ислам

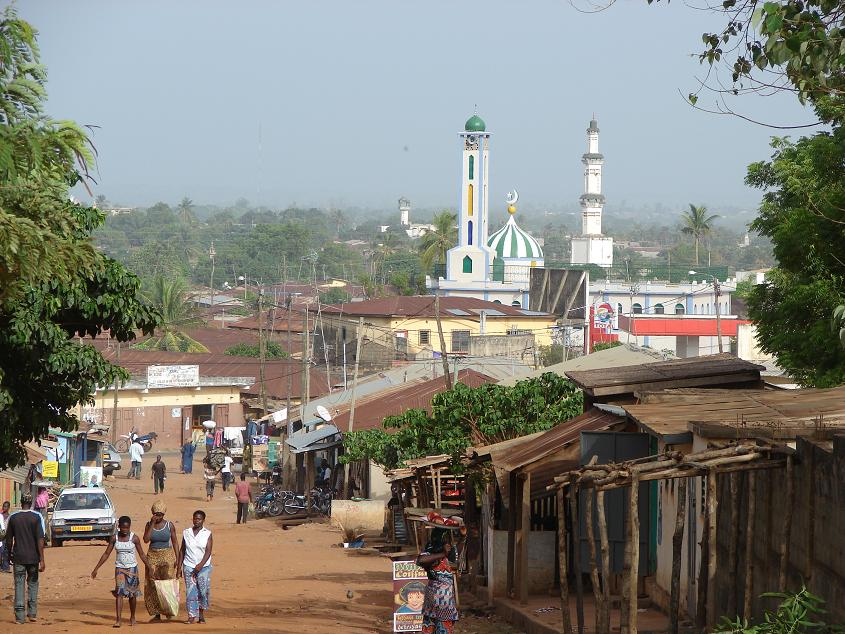
Мечеть в городе Сокоде

Ислам начал распространяться на территории Того в XV веке благодаря кочевникам хауса и фульбе.
Мусульмане проживают преимущественно на севере страны. Большинство мусульман в Того сунниты маликитского мазхаба.Ислам распространен среди этнических групп фульбе, хауса, эве, йоруба и другие.

## Иудаизм
В прибрежных районах Того существуют небольшие еврейские общины.